# Alfred Moquin-Tandon

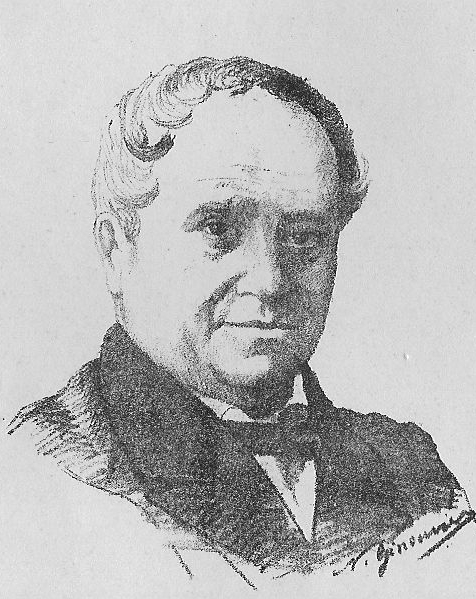
Alfred Moquin-Tandon

Christian Horace Bénédict Alfred Moquin-Tandon, född 7 maj 1804 i Montpellier, död 15 april 1863 i Paris, var en fransk naturforskare. 
Moquin-Tandon, som var filosofie och medicine doktor, blev professor i fysiologi i Marseille 1829, i naturhistoria i Toulouse 1833, i botanik där 1834 och i Paris 1853. Han författade Chenopodearum monographica enumeratio (1840) och monografierade amarantväxter och närstående växtfamiljer i Augustin Pyrame de Candolles "Prodromus", XIII (1849). Främst bland hans större samlingsverk står Éléments de tératologie végétale ou Histoire abrégée des anomalies de l'organisation dans les végétaux (1841). Han var en framgångsrik diktare även på provensalska. 
Auktorsnamnet Moq. kan användas för Alfred Moquin-Tandon i samband med ett vetenskapligt namn inom botaniken; se Wikipediaartiklar som länkar till auktorsnamnet.